# Campionati mondiali di sollevamento pesi 1903
I Campionati mondiali di sollevamento pesi 1903, 4ª edizione della manifestazione, si svolsero a Parigi tra il 1° e il 3 ottobre 1903.

## Resoconto
Ai campionati, disputati come i tre precedenti in formato "Open", senza limiti di peso, parteciparono diciotto atleti rappresentanti di cinque nazioni.
In quest'edizione si disputarono due tornei separati, riservati agli atleti dilettanti e agli atleti professionisti.
Per i dilettanti, Svizzera, Germania e Belgio occuparono i primi tre posti sul podio.
Per i professionisti la Francia, l'Impero russo e la Svizzera occuparono i primi tre posti sul podio.

## Formula
Il programma prevedeva sei serie di sollevamenti, sotto elencati:
- Sollevare un peso orizzontalmente rispetto al corpo;
- Oscillazione con una mano;
- Strappo con una mano;
- Distensione a due mani;
- Strappo a due mani;
- Slancio a due mani.

In aggiunta ai chilogrammi sollevati in ogni singola prestazione, si aggiungeva una classifica a punti, come segue:
- Ottimo: 9 punti;
- Buono: 6 punti;
- Discreto: 3 punti.

I punti sulla prestazione si aggiungono ai chilogrammi sollevati, mentre la classifica finale a punti viene calcolata su tutti gli esercizi. Si conosce soltanto il punteggio del torneo dei dilettanti.

## Risultati

### Torneo dilettanti
| Evento | Oro              | Oro   | Argento               | Argento | Bronzo         | Bronzo |
| ------ | ---------------- | ----- | --------------------- | ------- | -------------- | ------ |
| Open   | François Lancoud | 552,5 | Heinrich Schneidereit | 543,5   | Gustave Empain | 536,0  |

### Torneo professionisti
| Evento | Oro      | Argento        | Bronzo       |
| ------ | -------- | -------------- | ------------ |
| Open   | P. Bonne | Sergej Eliseev | Emiel Deriac |

## Medagliere

### Torneo dilettanti
| Posiz. | Nazione  | Oro | Argento | Bronzo | Totale |
| ------ | -------- | --- | ------- | ------ | ------ |
| 1      | Svizzera | 1   | 0       | 0      | 1      |
| 2      | Germania | 0   | 1       | 0      | 1      |
| 3      | Belgio   | 0   | 0       | 1      | 1      |
| Totale | Totale   | 1   | 1       | 1      | 3      |

### Torneo professionisti
| Posiz. | Nazione      | Oro | Argento | Bronzo | Totale |
| ------ | ------------ | --- | ------- | ------ | ------ |
| 1      | Francia      | 1   | 0       | 0      | 1      |
| 2      | Impero russo | 0   | 1       | 0      | 1      |
| 3      | Svizzera     | 0   | 0       | 1      | 1      |
| Totale | Totale       | 1   | 1       | 1      | 3      |